# Moteur JTD

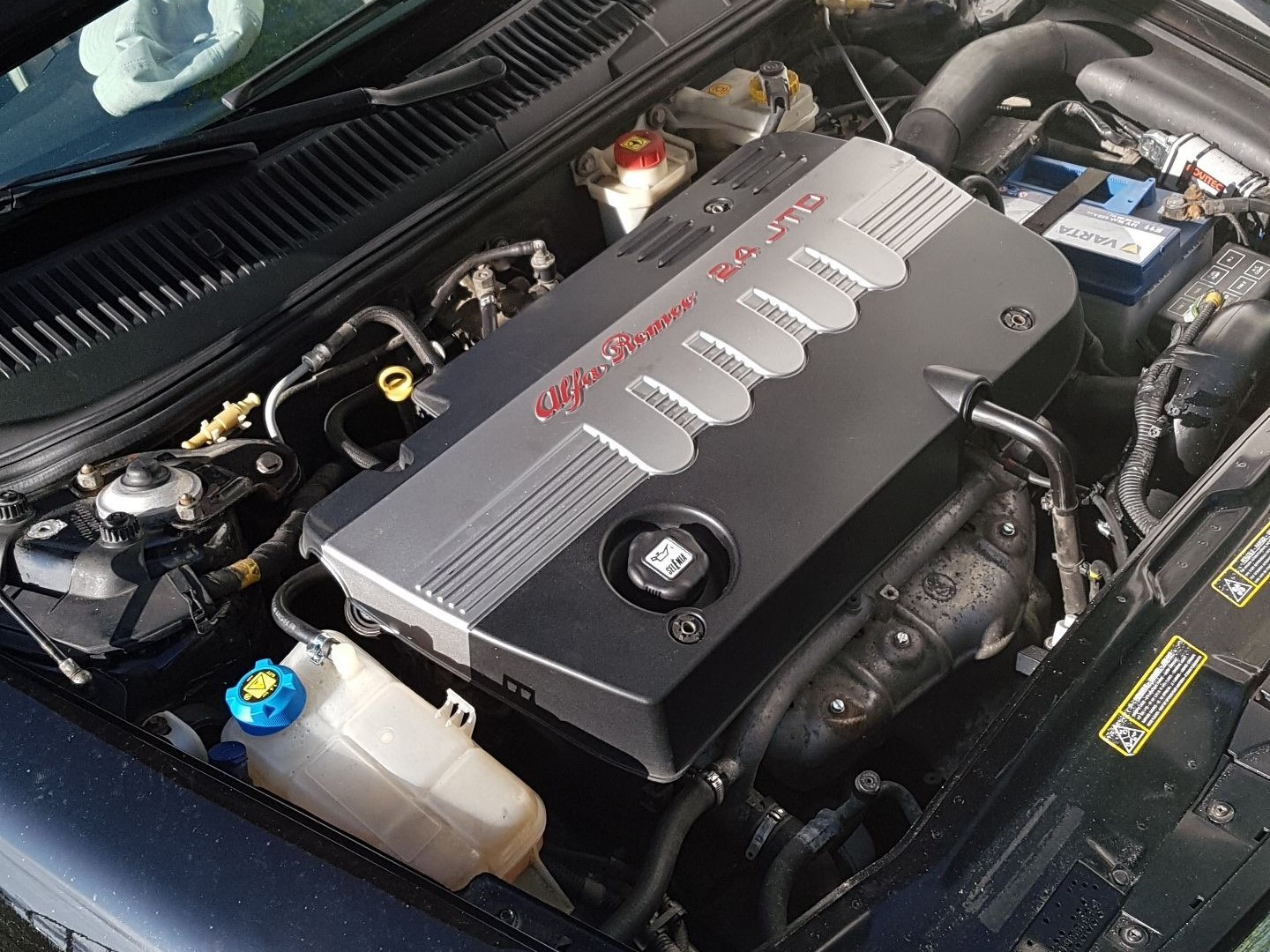
Moteur JTD 2.4.

Les moteurs JTD (1997) Multijet ou MJet (2003) et Multijet II ou MJet II (2009) sont des moteurs Diesel de dernière génération utilisant le système d'injection common rail inventé et développé par les laboratoires de R&D du groupe Fiat Auto,,.
La première berline à recevoir un moteur Di directe fut la Fiat Croma 2,0l Tdi en avril 1988 suivi par l'Austin MONTEGO quelques mois plus tard en coopération avec Bosch. L'injection directe à rampe commune (common rail) a été introduite avec l'Alfa Romeo 156 en octobre 1997.
JTD signifie Jet Turbo Diesel.

## Caractéristiques du Multijet
Cette technique Multijet marque un progrès par rapport à la rampe commune classique (Common rail) car on passe d'une injection par cycle à plusieurs injections par cycle, cinq actuellement sur les moteurs MultiJet et huit sur les MultiJet II. On passe donc de l'UniJet (appelé JTD chez FIAT) au MultiJet.
Par rapport au système Common Rail apparu en octobre 1997 et qui injecte du gazole une fois par cycle, le Multijet prévoit jusqu'à cinq injections par cycle et huit injections sur Multijet II. Parmi ces cinq injections successives, la première injection, appelée Préinjection vise principalement à réduire le bruit et les vibrations. La dernière injection, appelée Postinjection vise à réduire les émissions polluantes tandis que parmi les trois autres injections, on trouve l'injection principale qui donne sa puissance au moteur. Ces cinq injections par cycle sont un maximum. Ainsi, ce nombre peut être inférieur, ce qui est le cas à pleine charge et/ou à haut régime. Les 3 injections supplémentaires sur Multijet II visent pour 2 d'entre elles une meilleure régénération du filtre à particule, la dernière épaulant l'injection principale dans le but de réduire davantage le bruit et les émissions polluantes. Plusieurs injections par cycle contribuent également à un meilleur fonctionnement du moteur à froid. Cette évolution de l'injection directe par rampe commune permet d'améliorer encore les prestations du moteur Diesel, en particulier aux régimes les plus bas. Les émissions polluantes sont réduites ainsi que le bruit. Le temps écoulé entre deux injections a pu être réduit à seulement 150 µs (0,00015 s) et la quantité minimale de gazole injecté est descendue de 2 mm3 à moins de 1 mm3. La consommation est également en baisse.
Les injections sont gérées par une centrale électronique très sophistiquée capable de recalculer en temps réel et de modifier en permanence la logique de l'injection sur la base des trois paramètres suivants :
- le régime du moteur,
- le couple nécessaire,
- la température du liquide de refroidissement.

Les pressions d'alimentation du gazole sont, pour le moment, limitées à 1 400 bar pour un moteur de 70 ch, et à 1 600 bar pour un moteur de 90 ch et plus.

## Les différentes versions des moteurs Fiat JTDm
Le système Multijet est actuellement installé sur six moteurs :
- Fiat 1.3 MultiJet 16V 4 cylindres - 69 ou 75 ch, 145 à 190 N m selon la version et le type d'utilisation ;
- Fiat-Lancia 1.3 MultiJet 2 16V 4 cylindres - 90 ou 105 ch, 200 N m ;
- Fiat-Lancia-Alfa Romeo 1.3 MultiJet 2 16V 4 cylindres FAP - 95 ch à 4000 tr/min, 200 N m à 1500 tr/min ;
- Fiat-Alfa Romeo 1.9 8v 4 cylindres - 120 ch - 260 à 280 N m ;
- Fiat-Alfa Romeo 1.9 16v 4 cylindres - 140 à 150 ch, 305 à 320 N m ;
- Fiat-Lancia-Alfa Romeo 2.4 20v 5 cylindres - 185 à 210 ch - 330 à 400 N m.

## Le nouveau Fiat 1.9 JTD Twin Stage
En juin 2007, Fiat Powertrain Technologies - FPT - a présenté la dernière évolution de son moteur 1.9 à double étage de turbo, baptisé 1.9 JTD Twin Stage. Ce moteur équipe depuis l'automne 2007 la nouvelle Saab 9-3 TTiD et depuis l'été 2008 la Lancia Delta III.
Ce moteur common rail Multijet comporte deux turbines de tailles différentes intégrées dans un même module. La première turbine plus petite est destinée aux bas régimes grâce à sa très faible inertie et ses réponses immédiates, la plus grosse prend le relais pour les fortes puissances qui atteignent 180 et 190 ch à 4000 tr/min avec un couple de 400 N m à 2 000 tr/min.
Ce nouveau moteur sera le premier Diesel au monde à afficher une puissance spécifique réelle de 100 chevaux au litre tout en respectant les très sévères normes Euro 5. Les versions 190 ch et leurs futures évolutions devraient être réservées aux seules marques du groupe Fiat Auto.

## Caractéristiques techniques

### 1.3 16v
Ce moteur a été présenté en août 2003, et respectait déjà la norme Euro 4, avec plus d'un an d'avance. En juillet 2007, la version Euro 5 est présentée lors du lancement de la nouvelle Fiat 500 II.

#### Caractéristiques
- Poids : 130 kg
- Longueur × hauteur : 50 cm × 65 cm
- Cylindrée : 1248 cm3
- Nombre de cylindres : 4 en ligne - 4 soupapes par cylindre
- Alésage × course : 69,6 mm × 82 mm
- Puissance : jusqu'à 77 kW - 105 ch - à 4000 tr/min
- Couple : 200 N m à 1750 tr/min
- Distribution : entrainement par chaîne

Suralimentation par turbine à géométrie fixe - 70/75 ch - ou variable - 85, 90 / 105 ch - et Intercooler.

#### Modèles actuels équipés de ce moteur

##### Version 70ch
- Fiat : Panda III, Panda 4x4, et Punto Evo.
- Suzuki : Ignis I (MH), Swift III sous le nom de 1.3L DDiS.

##### Version 75ch
- Fiat : 500 (2007), Punto Evo et Qubo,
- Lancia : Ypsilon,
- Opel : Agila, Corsa, Meriva et Combo Tour, sous le nom de 1.3L CDTi,
- Suzuki : Splash, Swift, sous le nom de 1.3L DDiS,
- Peugeot & Citroën : Bipper & Nemo sous le nom 1.3L HDI.

##### Version 85ch
- Fiat : Doblo, Grande Punto, Punto Evo, Strada
- Alfa Romeo : MiTo

##### Version 90ch
- Fiat : Grande Punto
- Alfa Romeo : MiTo.
- Opel : Corsa et Astra, sous le nom de 1.3L CDTi.

##### Version 95ch
- Fiat : 500, Punto Evo, Qubo
- Alfa Romeo : MiTo.
- Opel : Corsa et Astra, sous le nom de 1.3 CDTi.

##### Version 105ch
- Lancia : Ypsilon et Musa
- Fiat : Bravo II

### 1.6 16v
Ce moteur a fait son apparition sous le capot de la Fiat Bravo au début de l'année 2008. Le turbo est à géométrie fixe sur les versions de 90 et 105 ch tandis que la version de 120 ch est équipée d'un turbo à géométrie variable.

#### Caractéristiques
- Poids : ?? kg
- Longueur × hauteur : ??
- Cylindrée : 1 598 cm3
- Nombre de cylindres : 4 cylindres en ligne - 4 soupapes par cylindre
- Alésage × course : 79,5 mm × 80,5 mm
- Puissance : 90, 105 et 120 ch à 4 000 tr/min
- Couple : respectivement 29,5 et 32 mkg à 1 500 tr/min

#### Modèles actuels équipés de ce moteur

##### Version 90ch
- Fiat : Bravo.

##### Version 105ch
- Fiat : 500L, Bravo et Doblò.
- Alfa Romeo : Giulietta.

##### Version 120ch
- Fiat : Grande Punto, Bravo, Sedici 4x4, Tipo (2016).
- Alfa Romeo : Mi.To.
- Lancia : Delta et Musa.
- Suzuki SX4 S-Cross
- Jeep Renegade 4x2

### 1.9 8v et 16v
Première série de ce moteur présentée en mars 1996. Version 16v en septembre 2003, alors conforme à la norme Euro 3. Nouvelle version en septembre 2005 : Euro 4. Nouvelle version 170/180/190ch en 2007-2008 conforme à Euro 5.

#### Caracteristiques
- Poids : 181 kg
- Longueur × hauteur : 47 cm × 69 cm
- Cylindrée : 1910 cm3
- Nombre de cylindres : 4 en ligne - 2 ou 4 soupapes par cylindre
- Alésage × course : 82 mm × 90,4 mm
- Puissance : jusqu'à 139 kW - 190 ch (16v) à 4000 tr/min
- Couple : 410 N m à 2000 tr/min
- Pollution : Euro 4 - 149 g/km CO2

#### Modèles actuels équipés de ce moteur

##### Version 80ch
- Fiat : Punto (jusqu'en 1999), Stilo.

##### Version 90ch
- Fiat : Bravo (jusqu'en 2008).

##### Version 100ch
- Fiat : Idea (jusqu'en 2007), Punto 2, Bravo, Stilo
- Alfa Romeo : 147 (jusqu'en 2005).
- Opel : Zafira sous le nom de 1.9L CDTi.

##### Version 105ch
- Fiat : Doblò, Bravo, Multipla
- Alfa Romeo : Giulietta

##### Version 110ch
- Alfa Romeo : Alfa Romeo 156

##### Versions 115, 126 et 140ch
- Alfa Romeo : 147 (jusqu'en 2005),156
- Fiat : Stilo.

##### Version 120ch
- Alfa Romeo : 147, 159,
- Fiat : Stilo, Bravo (jusqu'en 2008), Doblò, Grande Punto (jusqu'en 2008), Sedici 4x4 , Croma  (à partir de 2005),
- Opel : Astra, Vectra, Zafira sous le nom de 1.9L CDTi.
- Suzuki : SX4 sous le nom de DDiS.

##### Version 130ch
- Fiat : Grande Punto Sport (jusqu'en 2008).

##### Version 150ch
- Fiat : Bravo , Croma (à partir de 2005)
- Cadillac : BLS sous le nom de 1.9D.
- Opel : Astra, Vectra, Zafira sous le nom de 1.9L CDTI
- Alfa Romeo : 159, GT, 147 (jusqu'en 2010 fin de production).

##### Version 170ch
- Alfa Romeo : 147 série spéciale Q2 option 170ch; GT série spéciale Q2 option 170ch

##### Twin Stage version 180ch
- Cadillac : BLS depuis 2007, sous le nom de 1.9D.
- Opel (Vauxhall) : Vectra, sous le nom de CDTi.
- SAAB : 9-3, sous le nom de TTiD.

### 2.0 16v
Ce nouveau moteur est étrenné par la Lancia Delta à l'été 2008 et conforme aux normes Euro 5.

#### Caracteristiques
- Poids :   kg
- Longueur × hauteur :    cm ×   cm
- Cylindrée : 1956 cm³
- Nombre de cylindres : 4 en ligne - 4 soupapes par cylindre
- Alésage × course :  83 mm × 90,4 mm
- Puissance : 165 ch/121,3 kW à 4000 tr/min
- Couple : 367 N m à 1750 tr/min
- Pollution : Euro 5 - 139 g/km de CO2

#### Modèles équipés de ce moteur
- - Fiat : Bravo, Doblo et Freemont.
  - Opel : Insignia
  - Suzuki : SX4
  - Dodge : Journey
  - Jeep : Compass
  - Alfa Romeo 147 série Limitée Ducati Corse Q2 170ch

### 2.4 10v et 20v
Première série de ce moteur présentée en mars 1996. Version 175 ch en septembre 2003, alors conforme à la norme Euro 3. Version 185 ch en septembre 2005 et 210 ch en juin 2007 : Euro 4.

#### Caractéristiques
- Poids : 210 kg
- Longueur × hauteur : 56 cm × 67 cm
- Cylindrée : 2387 cm³
- Nombre de cylindres : 5 en ligne - 2 ou 4 soupapes par cylindre
- Alésage × course : 82 mm × 90,4 mm
- Puissance : 185 ch à 4000 tr/min ou 154 kW - 210 ch à 4000 tr/min
- Couple : 400 N m à 1500 tr/min

#### Modèles actuels équipés de ce moteur

##### Version 136ch
- Alfa Romeo 156 (jusqu'en 2003)
- Lancia Lybra
- Fiat Marea

##### Version 150ch
- Alfa Romeo 156 (jusqu'en 2003)
- Lancia Thesis (jusqu'en 2005).

##### Version 175ch
- Lancia Thesis (jusqu'en 2006),
- Alfa Romeo 156 de 2003 à 2005,
- Alfa Romeo 166 de 2004 à 2007.

##### Version 185ch
- Lancia Thesis depuis 2006.
- Alfa Romeo 166 de 2006 à 2007

##### Version 200ch
- Fiat : Croma (à partir de 2005).
- Alfa Romeo : 159, Brera et Spider uniquement avec boîte auto.

##### Version 210ch
- Alfa Romeo : 159, Brera et Spider.